# Carlo Stevens

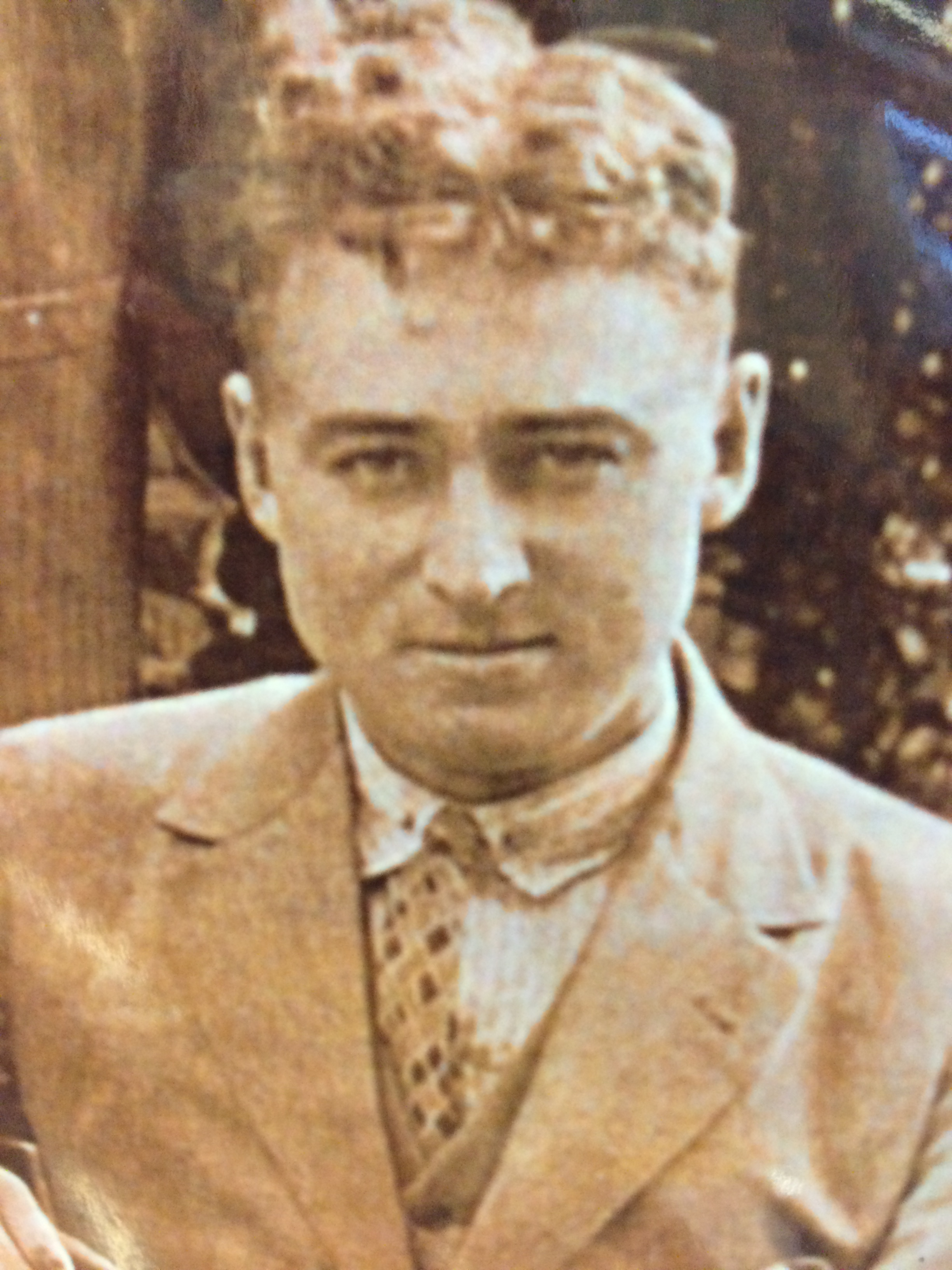
Carlo Stevens in 1927

Carolus Augustinus (Karel) Stevens, artiestennaam Carlo Stevens (Helmond, 10 april 1904 – aldaar, 16 december 1975) was een Nederlandse dompteur. Hij is onder meer bekend vanwege zijn werk voor de film Quo Vadis.
Als oudste zoon van een slager en worstenmaker was Stevens voorbestemd om de zaak van zijn vader over te nemen, maar daar lag zijn passie niet. Hij werd dompteur, en ging in de leer bij onder meer het Circus Hagenbeck (zie Carl Hagenbeck). In 1936 kocht hij twee leeuwen bij Diergaarde Blijdorp, dresseerde ze en ging met een aantal circussen langs diverse Europese steden.
Op zondag 28 augustus 1938 was Stevens met Circus Friso en zijn leeuwen in Sittard bij de kermis rondom de Sint Rosaprocessie. Asor, een van de leeuwen, ontsnapte, en liep de Sint-Michielskerk in, waar op dat moment de mis gaande was. De leeuw kon weer teruggehaald worden zonder dat iemand gewond raakte, en Stevens werd op slag beroemd tot ver buiten Nederland. Opvallend is dat de naam van de leeuw, Asor, het omgekeerde is van de naam van Heilige Rosa. De Tweede Wereldoorlog gooide roet in het eten voor Stevens als reizend dompteur. In het kader van de mobilisatie kreeg hij in 1939 een reisverbod opgelegd voor zijn rijdend materieel, en ook de voedselvoorziening voor de leeuwen werd lastig. Hij probeerde eerst nog zijn leeuwen aan een dierentuin te verkopen, maar toen ook dat niet lukte, liet hij de dieren in oktober 1939 inslapen.

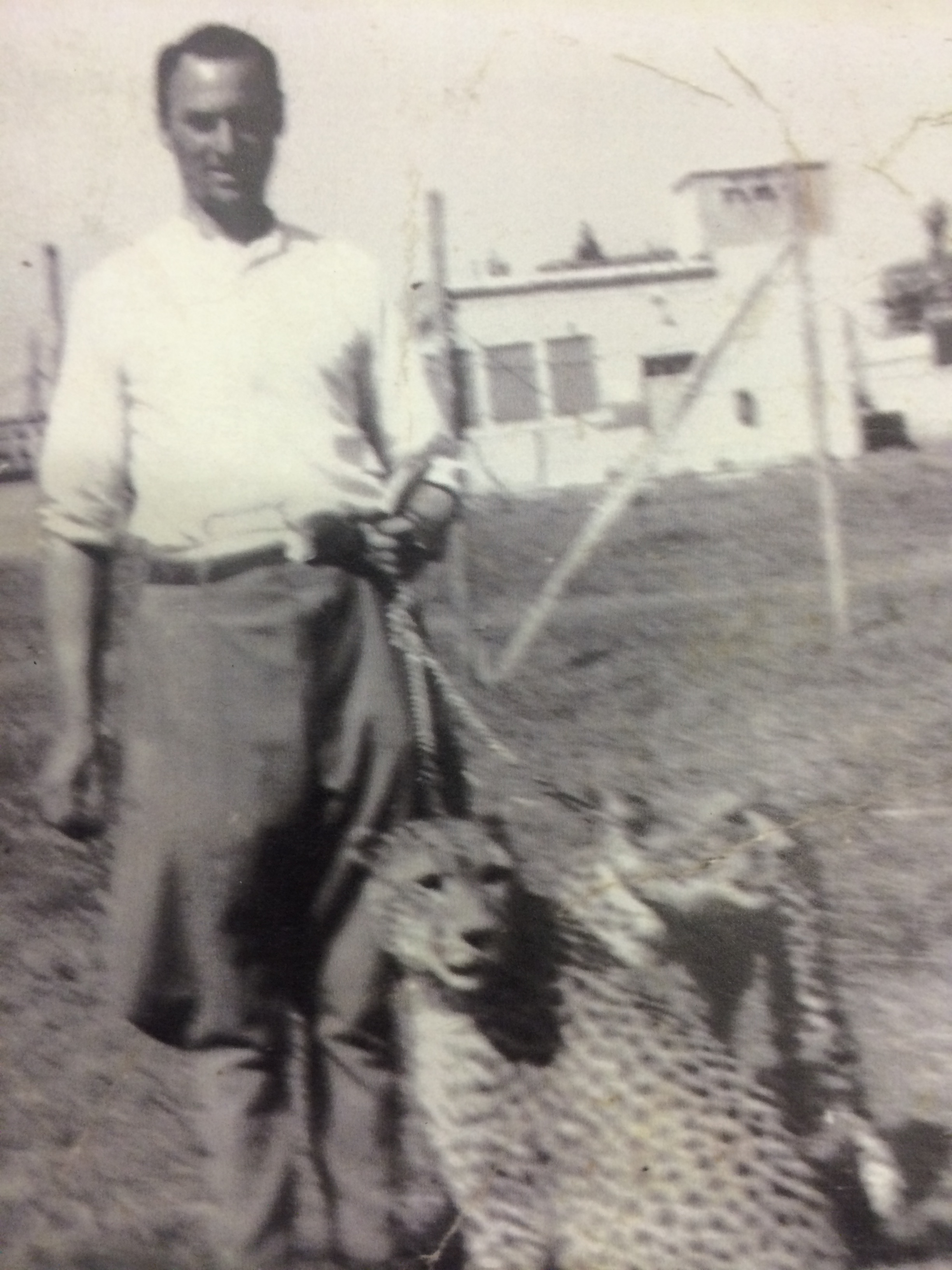
Stevens in Cinecittà met twee jachtluipaarden

Het volgende jaar kwam hij in dienst van Dierenpark Wassenaar, waar hij als dompteur werkte met onder meer de Sumatraanse tijgers. Met de kraagberen ging het op een dag fout: Stevens werd door een beer aangevallen. Toen een oppasser hem te hulp wou schieten, werd deze zelf aangevallen en vluchtte weg, waarbij hij de kooi open liet staan. De beer stortte zich te midden van het publiek, en naast Stevens en de oppasser raakten een persoon uit het publiek en de dierentuindirecteur gewond.
Aan het eind van de oorlog trok Stevens naar Praag om daar met tien leeuwen mee te werken aan de film Circusbloed. De film werd echter vanwege het dichterbij komende oorlogsgeweld afgeblazen. In 1950 was hij in Cinecittà bij Rome om voor de film Quo Vadis luipaarden en leeuwen te trainen. Ook speelde hij enkele figurantenrollen.